# پایگاه آب‌نشین تانگلفوت
پایگاه آب‌نشین تانگلفوت (به انگلیسی: Tanglefoot Seaplane Base) یک فرودگاه همگانی بهره‌برداری هوایی است که یک باند فرود آب دارد و طول باند آن ۳۰۴۸ متر است. این فرودگاه در کشور ایالات متحده آمریکا قرار دارد و در ارتفاع ۷۴۳ متری از سطح دریا واقع شده‌است.